# Tasiocera squiresi
Tasiocera squiresi är en tvåvingeart som beskrevs av Alexander 1948. Tasiocera squiresi ingår i släktet Tasiocera och familjen småharkrankar. Inga underarter finns listade i Catalogue of Life.